# Cyprinodon radiosus
Espèce
Statut de conservation UICN

 EN B1ab(ii,iii,iv,v)+2ab(ii,iii,iv,v) : En danger
Cyprinodon radiosus est une espèce de poisson de la famille des Cyprinodontidae. Elle est endémique de  la vallée de l'Owens en Californie.

## Description
Il mesure jusqu'à 5 cm de long. Le mâle est bleu-gris et devient bleu vif durant la période de frai. La femelle est vert-brun avec un ventre argenté ou blanchâtre.